# Nuno da Cunha, o Velho
Nuno da Cunha «o Velho», foi Fidalgo do Conselho do rei D. Afonso V de Portugal e Camareiro-Mor do infante D. Fernando, alcaide-mor de Palmela, comendador de Aljustrel e Alvalade de Campo de Ourique, ambas da Ordem de Santiago.

## Biografia
Em 1452 embarcou rumo a Ceuta, em companhia do Infante D. Fernando, Duque de Viseu.
A 18 de Setembro de 1462, na qualidade de cavaleiro da Casa do Infante D. Fernando, e seu camareiro-mor, e comendador de Alvalade, recebe a confirmação do aforamento de um alpendre na Praça da Ribeira do Pescado em Setúbal, pelo foro anual de 1.000 reais brancos. Terá sido na sua casa, nessa mesma cidade, onde em 1485 o rei D. João II de Portugal mataria Diogo, Duque de Viseu.
a 20 de Outubro de 1470, couta a sua Herdade de (Lmolea), no termo da vila de Ourique.
A 3 de Novembro de 1471, pelos serviços prestados na tomada da vila de Arzila e cidade de Tânger, e por estar pronto para o servir com os seus homens, armas e bestas, recebe privilégio para todos os seus amos, mordomos, apaniguados e lavradores para a comarca e correição da Beira.
A9 de Maio de 1475, concede-lhe licença para arrendar as suas rendas por três anos.
A 31 de Março de 1480, referido como comendador da vila de Alvalade de Campo de Ourique, por ocasião da concessão de um perdão a Lopo Afonso.
Por sua morte, a alcaidaria do Castelo de Palmela foi substituído por Antão de Faria em documento de D. Afonso V com data ilegível, mas posterior a 1480

## Dados genealógicos
Filho ou neto do célebre João Pereira "Agostim", conselheiro régio, um dos Doze de Inglaterra, e de sua mulher Isabel Fernandes de Moura.
Casou com:
- D. Catarina de Albuquerque, filha de Luís Álvares Pais, mestre-sala de D. Afonso V e de D. Teresa de Albuquerque,[8] filha de Gonçalo Vasques de Melo «o Moço» e de D. Isabel de Albuquerque.[9]

Tiveram:
- Tristão da Cunha, 1º senhor de Gestaçô e Panóias,[7] casado com D. Antónia Pais ou D. Antónia Albuquerque, filha de Pêro Gonçalves, secretário de D. Afonso V (de 1449 a 1464) e de sua mulher Leonor Pais.[3]
- Simão da Cunha, trinchante-mor da Casa régia, capitão-mor do mar, casado com D. Margarida de Figueiredo, filha de um escrivão da Fazenda de D. Afonso V. Terá falecido provavelmente no início da década de 90 ao serviço do rei na costa da Guiné, onde se encontrava como capitão de uma armada. Com geração.[7]
- D. Ana de Albuquerque casada com Lopo Soares de Albergaria (Lisboa, c. 1460 — Torres Vedras, c. 1520), 3.º governador da Índia.[7] Com geração.

̈* Teve outras filhas que foram freiras, estando uma no Convento de Chelas.
Nuno da Cunha teve mais um filho bastardoː
- Pero Vaz da Cunha.[10]